# Idiotka
Idiotka é um filme americano de comédia de 2025 estrelado por Camila Mendes e Anna Baryshnikov e marca a estreia na direção de Nastasya Popov.
Estreou no SXSW Festival em 12 de março de 2025.

## Elenco
- Anna Baryshnikov como Margarita Levlansky
- Camila Mendes como Nicol Garcia
- Owen Thiele como Oliver Knowles
- Benito Skinner como Jonathan Smith
- Mark Ivanir como Samuel Levlansky
- Saweetie como Candy
- Julia Fox como Emma Wexler
- Galina Jovovich como Gita Levlansky
- Nerses Stamos como Nerses Levlansky
- Gabbriette como Veronique
- Zack Bia como Produtor Musical
- Shaun Brown como Malcolm
- Jake Choi como Jung-soo
- Marcelo Tubert como Oleg
- Ilia Volok como Vlad
- Gigi Zumbado como Amalie

## Produção

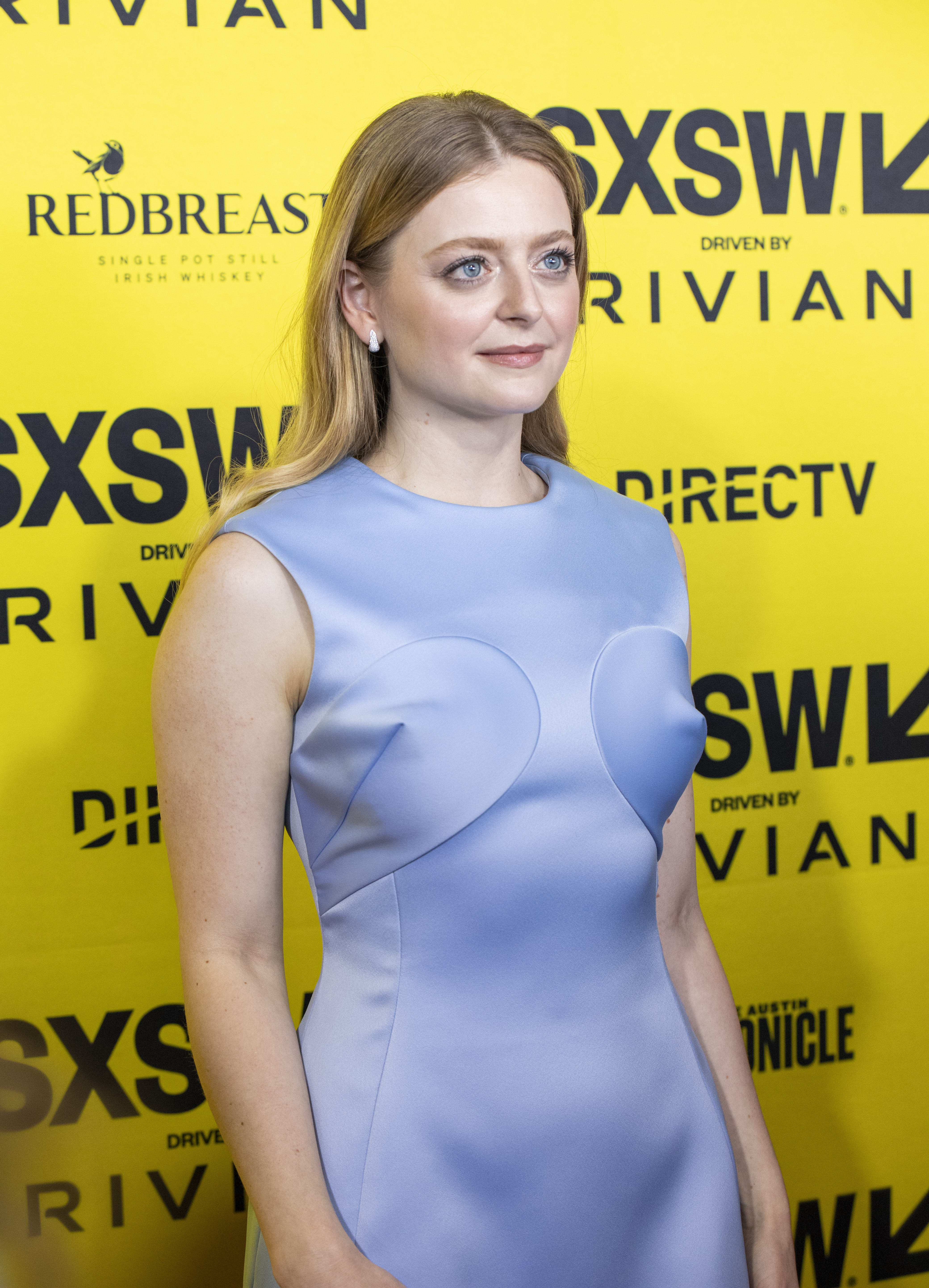
Anna Baryshnikov no festival South by Southwest de 2025.

O filme é a estreia do longa-metragem do escritor/diretor Nastasya Popov. O elenco é liderado por Camila Mendes e Anna Baryshnikov e também inclui Owen Thiele, Benito Skinner, Mark Ivanir, a música Saweetie e Julia Fox. O elenco também inclui Galina Jovovich e Nerses Stamos, com participações especiais de Gabbriette e Zack Bia. Popov e Tess Cohen produziram para a Virgo Films ao lado de Mendes e Rachel Matthews para Honor Role. Saba Zerehi também é produtora.
Em 2023, o filme recebeu um acordo provisório da SAG-AFTRA para filmar durante a greve da SAG-AFTRA de 2023.

## Lançamento
O filme estreou no SXSW Festival em 12 de março de 2025. Em junho de 2025, a Utopia adquiriu os direitos de distribuição.

## Recepção
No site agregador de críticas Rotten Tomatoes, 82% das 11 resenhas dos críticos são positivas.